# Liste von Brückenbauten mit Beteiligung von Joseph Baermann Strauss

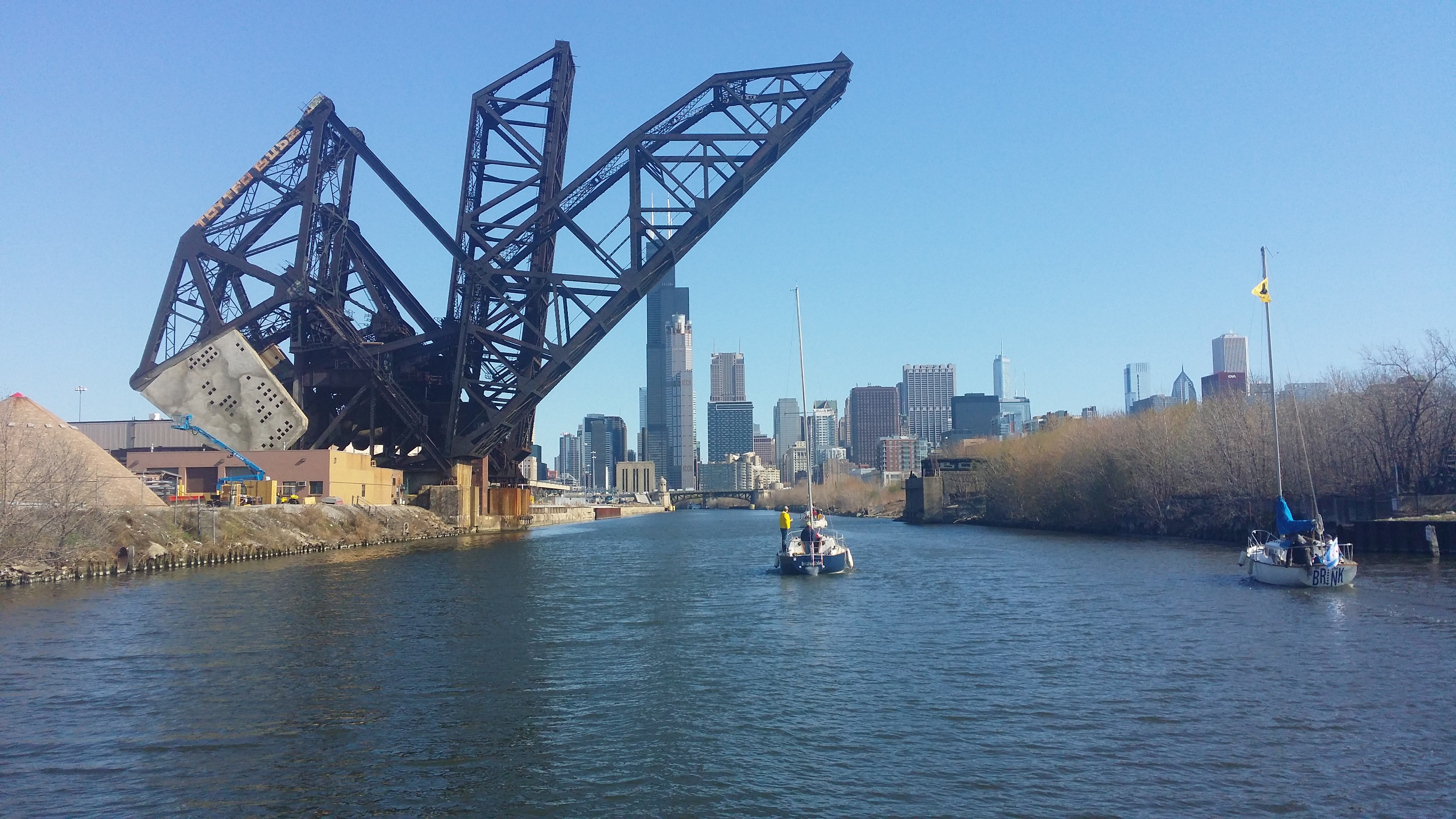
Die St. Charles Air Line Bridge und die dahinter liegende BOCT Bridge in Chicago sind zwei der größten noch existierenden Klappbrücken die Strauss entwarf (erstere von 1919 war vor ihrem Umbau 1930 mit einem beweglichen Brückenträger von 79 m Länge die längste der Welt).

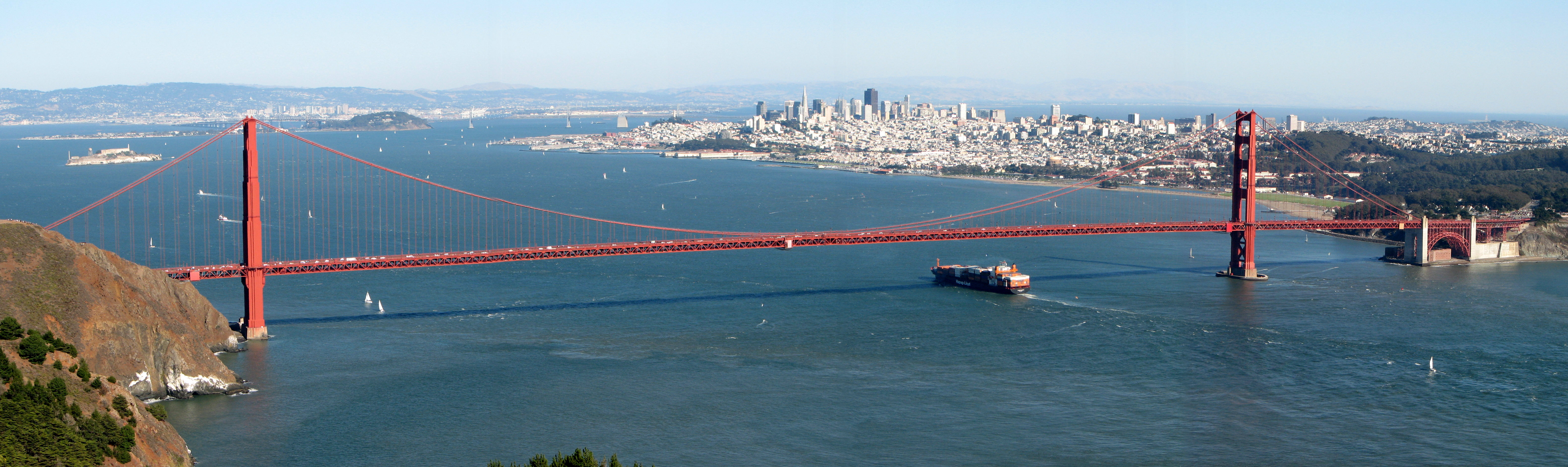
Die Golden Gate Bridge von 1937 ist das größte Bauwerk von Strauss und die damals längste Hängebrücke der Welt.

Die Liste von Brückenbauten mit Beteiligung von Joseph Baermann Strauss gibt chronologisch eine Auswahl an Brückenbauten, an denen Joseph Baermann Strauss (1870–1938) in seiner etwa 45-jährigen Karriere maßgeblich beteiligt war. Obwohl hauptsächlich bekannt für den Entwurf und die Errichtung der Golden Gate Bridge, begann Strauss erst in den 1920er Jahren, sich großen Auslegerbrücken und Hängebrücken zu widmen. Ursprünglich spezialisierte er sich auf Klappbrücken und entwarf mehrere eigene Bauformen, die er sich patentieren ließ. Diese werden auch als Strauss Trunnion-Bascule Bridges zusammengefasst, die er mit seiner Firma Strauss Bascule Bridge Company erfolgreich vermarktete. Dazu gehören auch einige Hubbrücken, die auf dem von ihm entwickelten Bewegungsmechanismus der Klappbrücken beruhen.

## Entwicklung von Klappbrücken und Firma von Strauss
Strauss studierte in seiner Geburtsstadt Bauingenieurwesen an der University of Cincinnati, wo er 1892 mit einer Arbeit zur Überbrückung der Beringstraße seinen Abschluss machte. Nach einer Anstellung bei der New Jersey Bridge & Iron Company in Trenton zog er 1895 nach Chicago und arbeitete hier für die Lassig Bridge & Iron Works und später für den Chicago Sanitary District. Im Jahr 1899 ging er zu Ralph Modjeski, der 1893 sein eigenes Ingenieurbüro in der Stadt eröffnet hatte. Strauss beschäftigte sich hier hauptsächlich mit Klappbrücken und versuchte deren Design zu verbessern. Die Stadt Chicago veranlasste ab den 1890er Jahren die Beseitigung von Drehbrücken entlang des Chicago Rivers, da deren zentraler Pfeiler den Schiffsverkehr einschränkte, was den Bedarf an alternativen Bauformen beweglicher Brücken forcierte. Strauss setzte auf Betongegengewichte und geeignete Mechanismen zur Platzierung der Gewichte oberhalb des Verkehrsweges, wodurch sich die Kosten für Material und aufwändige Senkgruben verringerten. Da Modjeski von seinen Ideen nicht überzeugt war, währte die Zusammenarbeit nur bis 1902 und Strauss entwickelte seine Ideen als freischaffender Ingenieur weiter. Im Jahr 1904 gründete er dann die Strauss Bascule & Concrete Bridge Company und versuchte damit seine patentierten Neuerungen zu vermarkten.
Sein Design einer Klappbrücke mit einem oberen Gegengewicht aus Beton wurde erstmals 1904 von der Wheeling & Lake Erie Railroad über den Cuyahoga River in Cleveland umgesetzt. Den hier verwendeten Parallel-Link-Mechanismus, bei dem sich das Gegengewicht in einem Parallelogramm beim Hebevorgang so mitbewegt, dass es eine nahezu vertikale Bewegung ausführt und immer waagerecht ausgerichtet bleibt, entwickelte er in den Folgejahren weiter zu der nach ihm benannten Strauss-Klappbrücke (heel-trunnion type, Fersenzapfenbrücke). Die Neuerungen waren hier getrennte Drehzapfen für Gegengewicht und Brückenträger, was die Konstruktion längerer Brücken mit hohen Traglasten ermöglichte, die besonders für Eisenbahnunternehmen zum Einsatz kamen. Die ersten Klappbrücken dieser Bauart wurden 1910 fertiggestellt und waren der Auftakt zu über 100 weiteren, das das jetzt als Strauss Bascule Bridge Company firmierende Unternehmen in den folgenden Jahrzehnten realisierte. Die längste einflügelige Klappbrücke des Heel-trunnion-Typs entstand 1919 mit der St. Charles Air Line Bridge in Chicago und hatte einen beweglichen Brückenträger von 79 Metern. Die zweigleisige Eisenbahnbrücke wurde 1930 im Zuge der Begradigung des Chicago Rivers versetzt und auf 67 Meter eingekürzt; sie wird heute weiterhin von der Canadian National Railway und Amtrak genutzt. Mit zweiflügeligen Ausführungen wurden sogar über 100 Meter Spannweite realisiert und mit einer weiteren Abwandlung war sogar der Bau von Hubbrücken möglich (siehe unter Typen von Strauss-Brücken).
Anfang der 1920er begann Strauss, sich großen Auslegerbrücken zu widmen, und entwarf mit der Longview Bridge (1930) und der Cedar Street Bridge (1933) zwei der längsten Brücken dieser Bauart. Um 1927 änderte die Firma von Strauss nochmals ihren Namen in Strauss Engineering Corporation und realisierte weiterhin vorwiegend Klappbrücken. Sein herausragendstes Bauwerk entstand in seinen letzten Lebensjahren über das Golden Gate in San Francisco. Erste Entwürfe für die Golden Gate Bridge lieferte Strauss 1921, die Bauarbeiten unter der Leitung von Strauss begannen aber erst 1933 und die damals längste Hängebrücke der Welt wurde im Mai 1937 eröffnet; Strauss verstarb ein Jahr später.

## Typen von Strauss-Brücken
Die von Strauss entwickelten Strauss Trunnion-Bascule Bridges wurden von ihm in vier Typen eingeteilt, die die Anordnung des Gegengewichtes und der Drehzapfen sowie die Bewegung des Brückenträgers unterscheiden. Der jeweilige Typ ist in der Auflistung der Brückenbauten unter beweglicher Teil angegeben. (Das englische Wort trunnion stammt vom französischen Wort trognon ab und steht für (Schild)Zapfen, bascule ist französisch für Wippe.)
| Typ | Typ                             | Kurzbeschreibung | Schema |
| --- | ------------------------------- | --- | ------ |
| 1   | vertical overhead counterweight | Klappbrücke mit einem ruhenden Drehzapfen und vertikal bewegtem oberen Gegengewicht (Parallel-Link-Mechanismus)                                  |        |
| 2   | underneath counterweight        | Klappbrücke mit einem ruhenden Drehzapfen und tiefliegendem Gegengewicht (Zapfenbrücke)                                                          |        |
| 3   | heel-trunnion                   | Klappbrücke mit zwei separaten ruhenden Drehzapfen und rotierendem oberen Gegengewichtsrahmen (Fersenzapfenbrücke)                               |        |
| 4   | direct lift                     | Hubbrücke mit je einem ruhenden Drehzapfen pro Seite und vertikal bewegtem Drehzapfen am Brückenträger (obere oder untere Gegengewichte möglich) |        |

## Chronologie der Brückenbauten
Die Liste erhebt nicht den Anspruch auf Vollständigkeit und beruht hauptsächlich auf der Auflistung von Brücken in einem Werbeprospekt der Strauss Bascule Bridge Company aus dem Jahre 1920 (Aufträge von 1905–1920) und der Auflistung der archivierten Baupläne der Firma im Online Archive of California (OAC) der California Digital Library (Pläne und Dokumente von 1905–1935). Die Quellen führen 180 bzw. über 280 Brückenbauten auf, wobei sich diese überschneiden und die Gesamtzahl höher liegen kann. Die folgende Liste enthält aber nur Konstruktionen, die zusätzlich auch durch Fachartikel, HAER-Dokumentationen oder vertrauenswürdige Internetquellen dokumentiert sind und aus denen sich die Angaben zu den einzelnen Bauwerken entnehmen lassen. Ausnahme bilden Brückenbauten die nach 1920 fertiggestellt wurden, in beiden Quellen nicht verzeichnet bzw. wo die Baupläne nicht eindeutig zuzuordnen sind, die aber durch andere Quellen Strauss zugeschrieben werden (betrifft nur die Darby Creek Railroad Bridge von 1923 und die Cass Street Bridge von 1927).
- Name: Name der Brücke entsprechend dem Lemma in der deutschsprachigen Wikipedia.
- Fertigstellung: Jahr der Fertigstellung der Brücke. Planungs- und Baubeginn sowie Engagement von Strauss können mehrere Jahre davor liegen, Angaben sind den Hauptartikeln oder Einzelnachweisen zu entnehmen sowie der Spalte OAC. Bei Vorgängerbauten ist in Klammern das Jahr der ursprünglichen Errichtung oberhalb sowie bei Neu- oder Umbauten oder dem Abriss der Brücke ist in Klammern das entsprechende Jahr unterhalb angegeben.
- überbrückt: Name des Flusses oder Tals bzw. Canyons, den die Brücke überspannt. Wenn das Tal keinen Namen hat, ist dies durch N/A (nicht verfügbar, von engl. not available) markiert.
- Lage: Stadt oder County, in dem die Brücke liegt oder die sie verbindet.
- Brückentyp: Konstruktionsform der Brücke. Einige Brücken sind Kombinationen mehrerer unterschiedlicher Tragwerke und zusätzlich können bewegliche Brückenabschnitte integriert sein. Balkenbrücken für die Zufahrten werden i. d. R. berücksichtigt.
- Verkehrsweg: Nutzung als Eisenbahnbrücke oder Straßenbrücke (tlw. als Kombination der Verkehrswege).
- beweglicher Teil: Konstruktionsform der integrierten beweglichen Brückenabschnitte (soweit vorhanden).
- Länge in m: Länge des beweglichen Brückenteils.
- Gesamtlänge in m: Gesamtlänge der Brücke zwischen den Widerlagern, i. d. R. einschließlich der Zufahrten.
- Auftraggeber: Unternehmen oder Behörde, die Strauss bzw. seine Firma engagiert hat.
- Firma/Beitrag von Strauss: Art der Beteiligung von Strauss am Bauprojekt. I. d. R. stammt der Entwurf von Strauss oder seiner Firma, der aber meist unter der Leitung des Chefingenieurs (chief engineer) des ausführenden Unternehmens umgesetzt wurde.
- Beteiligte Ingenieure/Firmen: Bekannte beteiligte Ingenieure und Architekten am Bauprojekt sowie das ausführende Unternehmen (soweit bekannt).
- OAC: Vorhandene Baupläne und Dokumente im Online Archive of California, OAC (MF = map-folger, F = file, Datierung der Pläne).[7] Teilweise sind die Angaben der Dokumente bestimmten Brücken nicht eindeutig zuordenbar.

Die Angaben zu Brücken, die noch keinen Artikel in der deutschsprachigen Wikipedia haben, sind durch die unter Name angeführten Einzelnachweise referenziert. Sollten einzelne Angaben in der Tabelle nicht über die Hauptartikel referenziert sein, so sind an der entsprechenden Stelle zusätzliche Einzelnachweise angegeben. Einige Angaben zur Länge des beweglichen Brückenteils und dem Jahr der Fertigstellung sind dem Prospekt der Strauss Bascule Bridge Company von 1920 entnommen.
| Bild | Name                                                   | Fertigstellung                 | überbrückt                                            | Lage                                             | Brückentyp                        | Verkehrsweg       | beweglicher Teil        | Länge in m | Gesamtlänge in m | Auftraggeber                                                | Firma / Beitrag von Strauss                                 | Beteiligte Ing. / Firmen                                                  | OAC                          |
| ---- | ------------------------------------------------------ | ------------------------------ | ----------------------------------------------------- | ------------------------------------------------ | --------------------------------- | ----------------- | ----------------------- | ---------- | ---------------- | ----------------------------------------------------------- | ----------------------------------------------------------- | ------------------------------------------------------------------------- | ---------------------------- |
|      | Matthiessen State Park Bridge 3                        | 1905                           | Deer Creek                                            | Oglesby (Illinois)                               | Bogenbrücke                       | Straße            | —                       | —          | 029              | Frederick William Matthiessen                               | Entwurf                                                     | Roemheld & Gallery                                                        |                              |
|      | WLE Cuyahoga River Bascule Bridge                      | 1905 (?)                       | Cuyahoga River                                        | Cleveland, Ohio                                  | Fachwerkbrücke                    | Eisenbahn         | Klappbrücke (Typ 1)     | 046        | > 50             | Wheeling & Lake Erie Railroad                               | Strauss Bascule & Concrete Bridge Co.                       |                                                                           | MF10 F121 1904               |
|      | PSC Rahway River Bridge                                | 1907 (?)                       | Rahway River                                          | Rahway, New Jersey                               | Fachwerkbrücke                    | Eisenbahn         | Klappbrücke (Typ 1)     | 025        | 030              | Public Service Corporation (New Jersey Short Line Railroad) | Strauss Bascule & Concrete Bridge Co.                       | Toledo-Massillon Bridge Co.                                               | MF2 F3 1906                  |
|      | Elgin-Belvidere Electric Kishwaukee River Bridge       | 1907 (1930er)                  | Kishwaukee River                                      | Belvidere (Illinois)                             | Bogenbrücke                       | Eisenbahn         | —                       | —          | 0107             | Elgin and Belvidere Electric Company                        | Strauss Bascule & Concrete Bridge Co.                       |                                                                           | MF7 F8 1906                  |
|      | Bodine Creek Bridge                                    | 1907 (1930er)                  | Bodine Creek                                          | New York City                                    | Balkenbrücke                      | Eisenbahn         | Klappbrücke (Typ 1)     | 015        | 015              | Baltimore and Ohio Railroad                                 | Strauss Bascule & Concrete Bridge Co.                       |                                                                           |                              |
|      | Federal Street Bascule Bridge                          | (1868) 1908                    | Cooper Creek                                          | Camden (New Jersey)                              | Balkenbrücke                      | Straße            | Klappbrücke (Typ 1)     | 024        | 041              | Camden County (New Jersey)                                  | Strauss Bascule & Concrete Bridge Co.                       | New Jersey – West Virginia Bridge Co.                                     | MF3-4 F4 1906                |
|      | Knippelsbro                                            | (1618-1869) 1908 (1937)        | Inderhavnen, Københavns Havn                          | Kopenhagen                                       | Balkenbrücke                      | Straße            | Klappbrücke (Typ 1)     | 2 × 16,5   | 073              | Hafenbehörde Kopenhagen                                     | Strauss Bascule & Concrete Bridge Co. (Klappbrücke)         | Axel Berg (Architekt) H.C.V. Møller (Hafenbaumeister)                     | MF5 F5 1906                  |
|      | Kinzie Street Railroad Bridge                          | (1852-1898) 1908 (2001)        | Chicago River                                         | Chicago, Illinois                                | Fachwerkbrücke                    | Eisenbahn         | Klappbrücke (Typ 1)     | 052        | 060              | Chicago and North Western Railway                           | Strauss Bascule & Concrete Bridge Co. (beratende Ing.)      | Toledo-Massillon Bridge Co.                                               |                              |
|      | Ohio Electric Swan Creek Bridge                        | 1909 (?)                       | Swan Creek                                            | Toledo (Ohio)                                    | Balkenbrücke                      | Eisenbahn         | Klappbrücke (Typ 1)     | 022        | 039              | Ohio Electric Railway                                       | Strauss Bascule & Concrete Bridge Co.                       |                                                                           | MF9 F38 1908                 |
|      | Walnut Street Bridge                                   | (1863) 1910 (1986)             | Fox River                                             | Green Bay, Wisconsin                             | Fachwerkbrücke                    | Straße            | Klappbrücke (Typ 1)     | 030        | 0275             | City of Green Bay                                           | Strauss Bascule Bridge Co.                                  |                                                                           | MF348 F260 1907–08           |
|      | Polk Street Bridge                                     | (1855-1872) 1910 (1972)        | Chicago River                                         | Chicago, Illinois                                | Fachwerkbrücke                    | Straße            | Klappbrücke (Typ 2)     | 2 × 29,5   | > 59             | City of Chicago                                             | Strauss Bascule & Concrete Bridge Co.                       |                                                                           | MF347 F33 1908               |
|      | Cape Cod Canal Railroad Bridge                         | 1910 (1935)                    | Cape Cod Canal                                        | Bourne (Massachusetts)                           | Fachwerkbrücke                    | Eisenbahn         | Klappbrücke (Typ 3)     | 049        | ca. 65           | Cape Cod Construction Co. (NYNH&HR)                         | Strauss Bascule Bridge Co.                                  | Pennsylvania Steel Company                                                | MF31 F413 1909               |
|      | Ashtabula Railroad Bridge                              | (?) 1911                       | Ashtabula River                                       | Ashtabula, Ohio                                  | Fachwerkbrücke                    | Eisenbahn         | Klappbrücke (Typ 3)     | 049        | ca. 65           | Lake Shore and Michigan Southern Railway (NYC)              | Strauss Bascule Bridge Co.                                  |                                                                           |                              |
|      | HX Draw                                                | (?) 1911                       | Hackensack River                                      | Secaucus - East Rutherford, New Jersey           | Fachwerk- und Balkenbrücke        | Eisenbahn         | Klappbrücke (Typ 3)     | 046        | 0333             | Erie Railroad                                               | Strauss Bascule Bridge Co.                                  |                                                                           | MF22 F395 1910–11            |
|      | MBTA Manchester Draw                                   | 1911                           | Manchester Harbor                                     | Manchester-by-the-Sea, Massachusetts             | Balkenbrücke                      | Eisenbahn         | Klappbrücke (Typ 1)     | 020        | 020              | Boston and Maine Railroad                                   | Strauss Bascule Bridge Co.                                  |                                                                           | MF58 F534 1911               |
|      | Saugus River Drawbridge                                | (1838) 1911                    | Saugus River                                          | Lynn (Massachusetts)                             | Balkenbrücke                      | Eisenbahn         | Klappbrücke (Typ 1)     | 020        | 0148             | Boston and Maine Railroad                                   | Strauss Bascule Bridge Co.                                  | Phoenix Bridge Company                                                    | MF68 F557 1911               |
|      | Duwamish Railroad Bridge                               | 1911 (1928)                    | Duwamish River                                        | Seattle, Washington                              | Fachwerk- und Balkenbrücke        | Eisenbahn         | Klappbrücke (Typ 3)     | 049        | ca. 150          | Northern Pacific Railway                                    | Strauss Bascule Bridge Co.                                  |                                                                           | MF43 F439 1909               |
|      | CWI Calumet River Bridge                               | (1895) 1912 (1968)             | Calumet River                                         | Chicago, Illinois                                | Fachwerkbrücke                    | Eisenbahn         | Klappbrücke (Typ 3)     | 057        | > 70             | Chicago and Western Indiana Railroad                        | Strauss Bascule Bridge Co.                                  |                                                                           | MF27 F404 1909–11            |
|      | Sault Ste. Marie International Railroad Bridge         | (1877, 1895) 1913 (1959)       | Saint Marys River                                     | Sault Ste. Marie, Michigan                       | Fachwerkbrücke                    | Eisenbahn         | Klappbrücke (Typ 3)     | 2 × 51     | 1701             | Canadian Pacific Railway                                    | Strauss Bascule Bridge Co. (Klappbrücke)                    | P. B. Motley (Brücken-Ing. CPR) Pennsylvania Steel Company                | MF24-25 F399 1910–12         |
|      | Military Street Bridge                                 | (1833-1884) 1913 (1991)        | Black River                                           | Port Huron, Michigan                             | Balkenbrücke                      | Straße            | Klappbrücke (Typ 2)     | 2 × 12,5   | 043              | City of Port Huron                                          | Strauss Bascule Bridge Co.                                  | McKenzie Bridge Co., Detroit Steel & Bridge Co.                           | MF8 F11 1912                 |
|      | Baltimore and Ohio Calumet River Railroad Bridge       | (?) 1913 (1988)                | Calumet River                                         | Chicago, Illinois                                | Fachwerkbrücke                    | Eisenbahn         | Klappbrücke (Typ 3)     | 072        | > 100            | Baltimore and Ohio Railroad                                 | Strauss Bascule Bridge Co.                                  |                                                                           | MF75-76 F571 1911            |
|      | CSX Buffalo River Bridge                               | (?) 1913                       | Buffalo River                                         | Buffalo, New York                                | Fachwerk- und Balkenbrücke        | Eisenbahn         | Klappbrücke (Typ 3)     | 040        | 0122             | Lake Shore and Michigan Southern Railway (NYC)              | Strauss Bascule Bridge Co.                                  |                                                                           | MF84 F607 1911–12            |
|      | Waterfront Bridge                                      | 1913                           | Red River                                             | Winnipeg, Manitoba                               | Fachwerk- und Balkenbrücke        | Eisenbahn         | Klappbrücke (Typ 3)     | 039        | 0572             | National Transcontinental Railway                           | Strauss Bascule Bridge Co.                                  | Haney, Quinlan and Robertson                                              | MF350 F333 1909              |
|      | CSX Control Point Draw                                 | (?) 1914                       | Buffalo River                                         | Buffalo, New York                                | Fachwerk- und Balkenbrücke        | Eisenbahn         | Klappbrücke (Typ 3)     | 053        | 0131             | Buffalo Creek Railroad (Erie Railroad)                      | Strauss Bascule Bridge Co.                                  | American Bridge Company                                                   | MF46 F463 1912               |
|      | The Forks Historic Rail Bridge                         | (1888) 1914 (1960er)           | Assiniboine River                                     | Winnipeg, Manitoba                               | Balkenbrücke                      | Eisenbahn         | Klappbrücke (Typ 1)     | 031        | ca. 100          | Canadian Northern Railway                                   | Strauss Bascule Bridge Co.                                  | Canadian Bridge Co.                                                       | MF109 F670 1912              |
|      | Ferry Street Bridge                                    | 1914                           | Black Rock Channel                                    | Buffalo, New York                                | Fachwerkbrücke                    | Straße            | Klappbrücke (Typ 3)     | 050        | 069              | U.S. Engineer Office, Buffalo                               | Strauss Bascule Bridge Co.                                  |                                                                           | MF50 F494 1912               |
|      | Chambers Bay Railroad Bridge                           | 1914                           | Chambers Bay                                          | Tacoma, Washington                               | Fachwerk- und Balkenbrücke        | Eisenbahn         | Hubbrücke (Typ 4)       | 029        | 073              | Northern Pacific Railway                                    | Strauss Bascule Bridge Co.                                  | American Bridge Company                                                   | MF124 F755 1913              |
|      | Jackknife Bascule Bridge                               | 1914                           | Kaministiquia River                                   | Thunder Bay (Ontario)                            | Fachwerkbrücke                    | Eisenbahn, Straße | Klappbrücke (Typ 3)     | 057        | 0114             | Canadian Pacific Railway                                    | Strauss Bascule Bridge Co.                                  | P. B. Motley (Brücken-Ing. CPR)                                           | MF28-29 F405 1910            |
|      | Northern Pacific Railroad Lake Washington Canal Bridge | 1914 (1976)                    | Lake Washington Ship Canal                            | Seattle, Washington                              | Fachwerkbrücke und Trestle-Brücke | Eisenbahn         | Klappbrücke (Typ 3)     | 058        | > 500            | Northern Pacific Railway                                    | Strauss Bascule Bridge Co.                                  |                                                                           | MF69 F559 1912               |
|      | Salmon Bay Bridge                                      | 1914                           | Lake Washington Ship Canal                            | Seattle, Washington                              | Fachwerk- und Balkenbrücke        | Eisenbahn         | Klappbrücke (Typ 3)     | 063        | 0347             | Great Northern Railway                                      | Strauss Bascule Bridge Co.                                  |                                                                           |                              |
|      | Pont Gauron                                            | 1914                           | Canal de Lachine                                      | Montreal, Québec                                 | Fachwerkbrücke                    | Straße            | Klappbrücke (Typ 3)     | 050        | 050              | Department of Railways and Canals                           | Strauss Bascule Bridge Co.                                  | Dominion Bridge Company                                                   | MF81-82 F598,598A 1911, 1923 |
|      | CN Prince George Bridge                                | 1915                           | Fraser River                                          | Prince George (British Columbia)                 | Fachwerkbrücke                    | Eisenbahn, Straße | Hubbrücke (Typ 4)       | 032        | 0810             | Grand Trunk Pacific Railway                                 | Strauss Bascule Bridge Co. (Hubbrücke)                      | Canadian Bridge Co.                                                       | MF110 F676 1913              |
|      | Jackson Boulevard Bridge                               | (1888) 1915                    | Chicago River                                         | Chicago, Illinois                                | Balkenbrücke                      | Straße            | Klappbrücke (Typ 2)     | 2 × 31     | 083              | Sanitary District of Chicago                                | Strauss Bascule Bridge Co. (beratende Ing.)                 | Strobel Steel Construction Company, Great Lakes Dredge and Dock Co.       | MF93-96 F632 1913            |
|      | Eighth Street Bridge                                   | 1915 (2019)                    | Passaic River                                         | Passaic – Wallington (New Jersey)                | Fachwerkbrücke                    | Straße            | Klappbrücke (Typ 1)     | 026        | 089              | Bergen County und Passaic County                            | Strauss Bascule Bridge Co.                                  | F.R. Long – W.G. Broadhurst Co.                                           | MF136 F811 1914              |
|      | 18th Street Lift Bridge                                | (1829-1869) 1915 (1959)        | Louisville and Portland Canal                         | Louisville (Kentucky)                            | Fachwerkbrücke                    | Straße            | Hubbrücke (Typ 4)       | 064        | 0113             | United States Army Corps of Engineers                       | Strauss Bascule Bridge Co.                                  |                                                                           | MF67 F555 1913               |
|      | Belleville Turnpike Bridge                             | (1790-1879) 1915 (2003)        | Passaic River                                         | Belleville (New Jersey)                          | Fachwerk- und Balkenbrücke        | Straße            | Klappbrücke (Typ 3)     | 035        | 0101             | Bergen, Essex, and Hudson Counties                          | Strauss Bascule Bridge Co.                                  |                                                                           | MF97-98 F634 1913–14         |
|      | DL&W Buffalo River Bridge                              | (?) 1915 (1980er)              | Buffalo River                                         | Buffalo, New York                                | Fachwerk- und Balkenbrücke        | Eisenbahn         | Klappbrücke (Typ 3)     | 038        | 0110             | Delaware, Lackawanna and Western Railroad                   | Strauss Bascule Bridge Co.                                  | Pennsylvania Steel Company                                                | MF143-144 F828 1914          |
|      | I&GN Buffalo Bayou Bridge                              | (1873) 1915 (1993)             | Buffalo Bayou                                         | Houston, Texas                                   | Balkenbrücke                      | Eisenbahn         | Klappbrücke (Typ 2)     | 034        | 068              | International and Great Northern Railroad                   | Strauss Bascule Bridge Co. (beratende Ing.)                 | American Construction Co.                                                 | MF161 F897 1914              |
|      | Schlossbrücke                                          | 1916                           | Große Newa                                            | Sankt Petersburg                                 | Fachwerkbrücke                    | Straße            | Klappbrücke (Typ 2)     | 2 × 32     | 0260             | Stadt Petrograd                                             | Strauss Bascule Bridge Co. (Klappbrücke)                    | Andrey Pshenitsky (Architekt)                                             | MF14-18 F365 1911–13         |
|      | Järnvägsbron Vänersborg                                | 1916                           | Trollhätte-Kanal (Vassbotten)                         | Vänersborg, Västra Götalands län                 | Fachwerkbrücke                    | Eisenbahn         | Klappbrücke (Typ 3)     | 042        | ca. 70           | Uddevalla Vänersborg Herrljunga Järnväg                     | Beitrag unklar, vmtl. Nachbau (1920 von der Firma gelistet) | Ernst Nilsson (Konstrukteur) J. Gollnow & Sohn, Stettin                   |                              |
|      | Walnut Grove Bridge                                    | 1916 (1951)                    | Sacramento River                                      | Walnut Grove (Kalifornien)                       | Fachwerkbrücke                    | Straße            | Klappbrücke (Typ 3)     | 2 × 34,5   | 086              | Sacramento County                                           | Strauss Bascule Bridge Co.                                  |                                                                           | MF142 F825 1914–17           |
|      | Calcasieu River Bridge                                 | 1916 (1952)                    | Calcasieu River                                       | Lake Charles, Louisiana                          | Bogen- und Balkenbrücke           | Straße            | Klappbrücke (Typ 2)     | 2 × 18     | 0543             | Louisiana Highway Commission                                | Strauss Bascule Bridge Co. (Klappbrücke)                    | Missouri Valley Bridge & Iron Co.                                         | MF92 F627 1915               |
|      | Deering Bridge                                         | (1887) 1916                    | Chicago River                                         | Chicago, Illinois                                | Fachwerkbrücke                    | Eisenbahn         | Klappbrücke (Typ 3)     | 055        | 072              | Chicago and North Western Railway                           | Strauss Bascule Bridge Co.                                  | American Bridge Company                                                   | MF70-71 F560 1914            |
|      | Hilton Drawbridge                                      | 1916 (1971)                    | Cape Fear River                                       | Wilmington, North Carolina                       | Fachwerkbrücke                    | Eisenbahn         | Klappbrücke (Typ 3)     | 034        | 0355             | Seaboard Air Line Railroad                                  | Strauss Bascule Bridge Co.                                  |                                                                           | MF163 F908 1915              |
|      | Illinois Central Big Black River Bridge                | 1917                           | Big Black River                                       | Warren County (Mississippi)                      | Balkenbrücke                      | Eisenbahn         | Klappbrücke (Typ 1)     | 023        | 0139             | Illinois Central Railroad                                   | Strauss Bascule Bridge Co.                                  | American Bridge Company                                                   | MF180 F986 1916              |
|      | Peter R. Maloney Bridge                                | 1917                           | Mission Creek Channel                                 | San Francisco, Kalifornien                       | Fachwerkbrücke                    | Straße            | Klappbrücke (Typ 1)     | 029        | 063              | San Francisco Public Works                                  | Strauss Bascule Bridge Co.                                  | Thomson Bridge Company                                                    | MF162 F905 1915              |
|      | La Salle Causeway Bridge                               | 1917                           | Cataraqui River                                       | Kingston (Ontario)                               | Fachwerkbrücke                    | Straße            | Klappbrücke (Typ 3)     | 052        | 065              | Department of Public Works, Canada                          | Strauss Bascule Bridge Co.                                  | Hamilton Bridge Company                                                   | MF77 F573 1912–14            |
|      | Cherry Street Lift Bridge                              | 1918 (1968)                    | Don River (Keating Channel)                           | Toronto, Ontario                                 | Fachwerkbrücke                    | Straße            | Klappbrücke (Typ 3)     | 040        | > 40             | Toronto Harbour Commission                                  | Strauss Bascule Bridge Co.                                  | Dominion Bridge Company                                                   | MF155 F864 1915–16           |
|      | Stutson Street Bridge                                  | 1918 (2004)                    | Genesee River                                         | Rochester (New York)                             | Fachwerk- und Balkenbrücke        | Straße            | Klappbrücke (Typ 2)     | 2 × 27,5   | ca. 160          | Monroe County                                               | Strauss Bascule Bridge Co.                                  | Penn Bridge Company                                                       | MF133 F806 ?                 |
|      | Pretoria Bridge                                        | (1890) 1918 (1981)             | Rideau Canal                                          | Ottawa, Ontario                                  | Balkenbrücke                      | Straße            | Hubbrücke (Typ 4)       | 029        | 061              | City of Ottawa                                              | Strauss Bascule Bridge Co.                                  | Dominion Bridge Company                                                   | MF149 F834 1915              |
|      | Skansenbrua                                            | 1918                           | Trondheimkanal                                        | Trondheim                                        | Fachwerkbrücke                    | Eisenbahn         | Klappbrücke (Typ 3)     | 040        | 052              | Norges Statsbaner                                           | Strauss Bascule Bridge Co.                                  |                                                                           | MF116 F721 1914              |
|      | CSX Erie Canal Bridge                                  | 1918                           | Tonawanda Creek                                       | Tonawanda, New York                              | Fachwerk- und Balkenbrücke        | Eisenbahn         | Klappbrücke (Typ 3)     | 038        | ca. 150          | New York Central Railroad                                   | Strauss Bascule Bridge Co.                                  |                                                                           | MF53 F501 1917               |
|      | Darby Creek Railroad Bridges                           | 1918 (PRR) 1923 (P&R)          | Darby Creek                                           | Ridley Township – Tinicum Township, Pennsylvania | Balkenbrücke                      | Eisenbahn         | Klappbrücke (Typ 1)     | 015        | 086              | Pennsylvania Railroad, Philadelphia and Reading Railroad    | Strauss Bascule Bridge Co.                                  | Bethlehem Steel                                                           |                              |
|      | Rio Vista Bridge                                       | 1919 (1960)                    | Sacramento River                                      | Rio Vista (Kalifornien)                          | Fachwerkbrücke                    | Straße            | Klappbrücke (Typ 3)     | 2 × 34,5   | ca. 800          | Solano County                                               | Strauss Bascule Bridge Co.                                  |                                                                           | MF158 F881 1914–17           |
|      | St. Charles Air Line Bridge                            | (1882) 1919 (1930)             | Chicago River                                         | Chicago, Illinois                                | Fachwerkbrücke                    | Eisenbahn         | Klappbrücke (Typ 3)     | 079        | 097              | St. Charles Air Line                                        | Strauss Bascule Bridge Co.                                  | American Bridge Company                                                   | MF88-89 F613 1917            |
|      | Thames River Bridge                                    | (1889) 1919 (2008)             | Thames River                                          | New London (Connecticut) - Groton (Connecticut)  | Fachwerkbrücke                    | Eisenbahn         | Klappbrücke (Typ 3)     | 065        | 0423             | New York, New Haven and Hartford Railroad                   | Strauss Bascule Bridge Co.                                  | Ralph Modjeski (beratender Ing.) American Bridge Company                  | MF32-33 F415 1916–19         |
|      | St. Claude Avenue Bridge                               | 1919                           | Inner Harbor Navigation Canal (Industrial Canal Lock) | New Orleans, Louisiana                           | Fachwerkbrücke                    | Eisenbahn, Straße | Klappbrücke (Typ 3)     | 028        | 042              | Hafenbehörde von New Orleans                                | Strauss Bascule Bridge Co.                                  | Bethlehem Steel                                                           | MF208 F1115 1918             |
|      | Florida Avenue Bridge                                  | 1919 (2005)                    | Inner Harbor Navigation Canal                         | New Orleans, Louisiana                           | Fachwerkbrücke                    | Eisenbahn, Straße | Klappbrücke (Typ 3)     | 036        | ca. 100          | Hafenbehörde von New Orleans                                | Strauss Bascule Bridge Co.                                  | Bethlehem Steel                                                           | MF209 F1116 1918             |
|      | Almonaster Avenue Bridge                               | 1920                           | Inner Harbor Navigation Canal                         | New Orleans, Louisiana                           | Fachwerkbrücke                    | Eisenbahn, Straße | Klappbrücke (Typ 3)     | 036        | 086              | Hafenbehörde von New Orleans                                | Strauss Bascule Bridge Co.                                  | Bethlehem Steel                                                           | MF209 F1117 1918             |
|      | Danviksbro                                             | (1893) 1922 (1956)             | Danvikskanalen                                        | Stockholm                                        | Fachwerk- und Balkenbrücke        | Eisenbahn, Straße | Klappbrücke (Typ 3)     | 039        | 083              | Stadt Stockholm                                             | Beitrag unklar, vmtl. Nachbau (1920 von der Firma gelistet) | Ernst Nilsson (Konstrukteur) Gutehoffnungshütte, Haniel & Lueg            |                              |
|      | Burlington Canal Lift Bridge (Klappbrücke Südseite)    | (1826-1901) 1922 (1962)        | Burlington Canal                                      | Hamilton (Ontario)                               | Fachwerkbrücke                    | Straße            | Klappbrücke (Typ 3)     | 049        | 061              | Department of Public Works, Canada                          | Strauss Bascule Bridge Co.                                  | Hamilton Bridge Works Co.                                                 | MF185 F996 1920              |
|      | NX Bridge                                              | (1876, 1903) 1922 (1977)       | Passaic River                                         | Newark (New Jersey)                              | Fachwerkbrücke                    | Eisenbahn         | Klappbrücke (Typ 3)     | 055        | 0134             | Erie Railroad                                               | Strauss Bascule Bridge Co.                                  |                                                                           | MF206 F1092 1920             |
|      | South Front Street Bridge                              | 1922 (2011)                    | Elizabeth River                                       | Elizabeth (New Jersey)                           | Fachwerkbrücke                    | Straße            | Klappbrücke (Typ 3)     | 040        | 048              | City of Elizabeth                                           | Strauss Bascule Bridge Co.                                  | Linde & Griffith, American Bridge Company                                 | MF186 F1009 1920             |
|      | 112th Street Bridge                                    | 1922 (1995)                    | Hudson River                                          | Troy, New York                                   | Fachwerkbrücke                    | Straße            | Klappbrücke (Typ 2)     | 2 × 34     | 0?               | ?                                                           | Strauss Bascule Bridge Co.                                  |                                                                           | MF245 F1245 1921             |
|      | Paintersville Bridge                                   | 1923                           | Sacramento River                                      | Paintersville (Kalifornien)                      | Fachwerkbrücke                    | Straße            | Klappbrücke (Typ 3)     | 2 × 34,5   | 0179             | Sacramento County                                           | Strauss Bascule Bridge Co.                                  |                                                                           | MF249 F1265 1922             |
|      | Isleton Bridge                                         | 1923                           | Sacramento River                                      | Isleton, Kalifornien                             | Fachwerk- und Bogenbrücke         | Straße            | Klappbrücke (Typ 3)     | 2 × 34,5   | 0190             | Sacramento County                                           | Strauss Bascule Bridge Co.                                  | American Bridge Company                                                   |                              |
|      | Seabrook Railroad Bridge                               | 1923                           | Inner Harbor Navigation Canal                         | New Orleans, Louisiana                           | Fachwerkbrücke                    | Eisenbahn, Straße | Klappbrücke (Typ 3)     | 036        | 081              | Hafenbehörde von New Orleans                                | Strauss Bascule Bridge Co.                                  | Bethlehem Steel                                                           | MF209 F1119 1918             |
|      | Johnson Street Bridge                                  | (1855, 1888) 1924 (2012, 2018) | Hafen von Victoria                                    | Victoria (British Columbia)                      | Fachwerkbrücke                    | Eisenbahn, Straße | Klappbrücke (Typ 3)     | 045        | 0101             | City of Victoria                                            | Strauss Bascule Bridge Co. (Klappbrücke)                    | F. M. Preston (Entwurf, City Engineer)                                    | MF125-126 F758 1921          |
|      | Henry Ford Bridge                                      | 1924 (1996)                    | Cerritos Channel                                      | Los Angeles County, Kalifornien                  | Fachwerkbrücke                    | Eisenbahn, Straße | Klappbrücke (Typ 3)     | 2 × 33,5   | 0232             | Los Angeles Board of Harbor Commission                      | Strauss Bascule Bridge Co.                                  | Ross Construction Company                                                 | MF238-239 F1220 1922         |
|      | Main Street Bridge                                     | (1875) 1924 (1998)             | Fox River                                             | Green Bay, Wisconsin                             | Balkenbrücke                      | Straße            | Klappbrücke (Typ 2)     | 2 × 19     | 0192             | City of Green Bay                                           | Strauss Bascule Bridge Co.                                  | Adolph Green Construction Company                                         | MF173-174 F949,949A 1921–24  |
|      | Second Narrows Bridge                                  | 1925 (1969)                    | Burrard Inlet                                         | Vancouver, British Columbia                      | Fachwerkbrücke                    | Eisenbahn, Straße | Klappbrücke (Typ 3)     | 056        | 0475             | Burrard Inlet Bridge and Tunnel Company                     | Strauss Bascule Bridge Co. (Klappbrücke)                    | Northern Construction                                                     | MF41-42 F438 1924            |
|      | Wishkah River Bridge                                   | 1925                           | Wishkah River                                         | Aberdeen, Washington                             | Fachwerkbrücke                    | Straße            | Klappbrücke (Typ 3)     | 044        | 0111             | City of Aberdeen                                            | Strauss Bascule Bridge Co.                                  | Puget Sound Bridge and Dredging Company                                   | MF130 F771 1924              |
|      | FEC Strauss Trunnion Bascule Bridge                    | (1890) 1925                    | St. Johns River                                       | Jacksonville (Florida)                           | Fachwerkbrücke                    | Eisenbahn         | Klappbrücke (Typ 3)     | ca. 65     | 0749             | Florida East Coast Railway                                  | Strauss Bascule Bridge Co.                                  | George S. Morison (Brücke von 1885)                                       | MF257-258 F1295 1922–23      |
|      | Burnside Bridge                                        | (1894) 1926                    | Willamette River                                      | Portland (Oregon)                                | Fachwerkbrücke                    | Straße            | Klappbrücke (Typ 2)     | 2 × 38     | 0703             | Multnomah County                                            | Strauss Bascule Bridge Co. (Klappbrücke)                    | Ira Grant Hedrick (Entwurf) Gustav Lindenthal (Chefingenieur)             | MF278-279 F1370 1923         |
|      | Lower Bank Road Bridge                                 | (?) 1926 (1992)                | Mullica River                                         | Egg Harbor City – Burlington County, New Jersey  | Balkenbrücke und Trestle-Brücke   | Straße            | Klappbrücke (Typ 1)     | 012        | 0391             | Burlington und Atlantic County                              | Strauss Bascule Bridge Co. (Klappbrücke)                    | Hill Construction Company                                                 | MF271 F1333 1924             |
|      | Platt Street Bridge                                    | 1926                           | Hillsborough River                                    | Tampa, Florida                                   | Fachwerkbrücke                    | Straße            | Klappbrücke (Typ 2)     | 2 × 12,5   | 0128             | City of Tampa                                               | Strauss Bascule Bridge Co. (Klappbrücke)                    | Lakeside Bridge and Steel Company                                         | MF259-260 F1302 1924–25      |
|      | Cass Street Bridge                                     | 1927                           | Hillsborough River                                    | Tampa, Florida                                   | Fachwerkbrücke                    | Straße            | Klappbrücke (Typ 2)     | 2 × 17,5   | 0154             | City of Tampa                                               | Strauss Bascule Bridge Co. (Klappbrücke)                    | Lakeside Bridge and Steel Company                                         |                              |
|      | Simpson Avenue Bridge                                  | 1928                           | Hoquiam River                                         | Hoquiam, Washington                              | Fachwerk- und Balkenbrücke        | Straße            | Klappbrücke (Typ 2)     | 2 × 30,5   | 0604             | City of Hoquiam                                             | Strauss Bascule Bridge Co.                                  | Puget Sound Bridge and Dredging Company                                   | MF54 F505 1926               |
|      | Florence Bridge                                        | 1929                           | Illinois River                                        | Pike County - Scott County, Illinois             | Fachwerkbrücke                    | Straße            | Hubbrücke (Waddell-Typ) | 066        | 0969             | Illinois State Highway Department                           | Strauss Engineering Corporation                             |                                                                           | MF316 F1487 1926             |
|      | Freeport Bridge                                        | 1929                           | Sacramento River                                      | Freeport (Kalifornien)                           | Fachwerkbrücke                    | Straße            | Klappbrücke (Typ 3)     | 2 × 34,5   | 0199             | Sacramento County, Yolo County                              | Strauss Engineering Corporation                             | C.J. Nystedt Co.                                                          | MF244 F1239 1927–28          |
|      | Dorset Avenue Bridge                                   | 1929                           | Inner Thorofare                                       | Ventnor City, New Jersey                         | Balkenbrücke                      | Straße            | Klappbrücke (Typ 2)     | 2 × 12     | 067              | ?                                                           | Strauss Engineering Corporation                             | Eastern Engineering Co.                                                   | MF332-333 F1574 1929         |
|      | Pekin Lift Bridge                                      | (1885) 1930 (1982)             | Illinois River                                        | Pekin, Illinois                                  | Fachwerkbrücke                    | Straße            | Hubbrücke (Waddell-Typ) | 082        | 0362             | Illinois State Highway Department                           | Strauss Engineering Corporation                             | Vincennes Bridge Co.                                                      | MF321 F1507 1927             |
|      | Baltimore and Ohio Chicago Terminal Railroad Bridge    | 1930                           | Chicago River                                         | Chicago, Illinois                                | Fachwerkbrücke                    | Eisenbahn         | Klappbrücke (Typ 3)     | 057        | > 70             | Baltimore and Ohio Railroad                                 | Strauss Engineering Corporation                             | American Bridge Company                                                   | MF318 F1490 1927–28          |
|      | St. Charles Air Line Bridge                            | (1882, 1919) 1930              | Chicago River                                         | Chicago, Illinois                                | Fachwerkbrücke                    | Eisenbahn         | Klappbrücke (Typ 3)     | 067        | 085              | St. Charles Air Line                                        | Strauss Engineering Corporation                             | Strobel Steel Construction Co.                                            | MF315 F1485 1928             |
|      | Quincy Memorial Bridge                                 | 1930                           | Mississippi River                                     | Quincy (Illinois) – West Quincy, Missouri        | Fachwerkbrücke                    | Straße            | —                       | —          | 1070             | Quincy Memorial Bridge Company                              | Strauss Engineering Corporation                             | Kelly-Atkinson Construction Co.                                           | MF326 F1555 1928             |
|      | Lewis and Clark Bridge                                 | 1930                           | Columbia River                                        | Longview (Washington)                            | Fachwerk-Gerberträger-Brücke      | Straße            | —                       | —          | 2526             | Columbia River – Longview Bridge Company                    | Strauss Engineering Corporation                             | Bethlehem Steel                                                           | MF296-303 F1433 1928–29      |
|      | Cherry Street Strauss Trunnion Bascule Bridge          | 1931                           | Toronto Harbour Shipping Channel                      | Toronto, Ontario                                 | Fachwerkbrücke                    | Straße            | Klappbrücke (Typ 3)     | 040        | 0119             | Toronto Harbour Commission                                  | Strauss Engineering Corporation                             | Dominion Bridge Company                                                   | MF334 F1580 1929             |
|      | Congress Street Bridge                                 | (1874) 1931                    | Fort Point Channel                                    | Boston, Massachusetts                            | Fachwerk- und Balkenbrücke        | Straße            | Klappbrücke (Typ 1)     | 029        | 0167             | City of Boston                                              | Strauss Engineering Corporation (Klappbrücke)               | Boston Bridge Works                                                       | MF285 F1382 1926–29          |
|      | Joe Page Bridge                                        | 1931                           | Illinois River                                        | Hardin, Illinois                                 | Fachwerkbrücke                    | Straße            | Hubbrücke (Waddell-Typ) | 095        | 0655             | Illinois State Highway Department                           | Strauss Engineering Corporation                             | Illinois Steel Bridge Company                                             | MF342 F1617 1930             |
|      | Burlington Canal Lift Bridge (Klappbrücke Nordseite)   | (1826-1922) 1931 (1952)        | Burlington Canal                                      | Hamilton (Ontario)                               | Fachwerkbrücke                    | Straße            | Klappbrücke (Typ 3)     | 049        | 061              | Department of Public Works, Canada                          | Strauss Engineering Corporation                             |                                                                           | MF335-336 F1581 1930         |
|      | Arlington Memorial Bridge                              | 1932 (2018)                    | Potomac River                                         | Washington, D.C.                                 | Bogenbrücke                       | Straße            | Klappbrücke (Typ 2)     | 2 × 33     | 0627             | Arlington Bridge Commission                                 | Strauss Engineering Corporation (Klappbrücke)               | McKim, Mead, and White (Architekten) Phoenix Bridge Company (Klappbrücke) | MF262-266 F1310 1926–28      |
|      | Cedar Street Bridge                                    | 1933                           | Illinois River                                        | Peoria (Illinois) - East Peoria                  | Fachwerk-Auslegerbrücke           | Straße            | —                       | —          | 1143             | City of Peoria, Village of East Peoria                      | Strauss Engineering Corporation                             | Kelly-Atkinson Construction Co., McClintic-Marshall Co.                   | MF328-329 F1565 1929         |
|      | Lefty O’Doul Bridge                                    | (1905) 1933                    | Mission Creek Channel                                 | San Francisco, Kalifornien                       | Fachwerkbrücke                    | Straße            | Klappbrücke (Typ 3)     | 044        | 090              | San Francisco Public Works                                  | Strauss Engineering Corporation                             | Barrett and Hilp                                                          | MF191-193 F1038 1931–32      |
|      | Golden Gate Bridge                                     | 1937                           | Golden Gate                                           | San Francisco - Marin County, Kalifornien        | Hängebrücke                       | Straße            | —                       | —          | 2737             | Golden Gate Bridge and Highway District                     | Chefingenieur                                               | Leon Moisseiff, Othmar Ammann (beratende Ing.) McClintic-Marshall Co.     |                              |